# Błażkowa (Basses-Carpates)
Pour l’article homonyme, voir Błażkowa (Basse-Silésie).
Błażkowa est une localité polonaise de la gmina de Brzyska, située dans le powiat de Jasło en voïvodie des Basses-Carpates.